# Japan Open Tennis Championships 2008
Il Japan Open Tennis Championships 2008 è stato un torneo di tennis giocato sul cemento.
È stata la 36ª edizione dell'evento, che fa parte dell'International Series Gold nell'ambito dell'ATP Tour 2008.
e della categoria Tier III nell'ambito del WTA Tour 2008.
Si è giocato all'Ariake Coliseum di Tokyo, in Giappone, dal 29 settembre al 5 ottobre 2008.

## Campioni

### Singolare maschile
Tomáš Berdych ha battuto in finale  Juan Martín del Potro con il punteggio di 6–1, 6–4

### Singolare femminile
Caroline Wozniacki ha battuto in finale  Kaia Kanepi con il punteggio di 6–2, 3–6, 6–1

### Doppio maschile
Michail Južnyj /  Miša Zverev hanno battuto in finale  Lukáš Dlouhý /  Leander Paes con il punteggio di 6–3, 6–4

### Doppio femminile
Jill Craybas /  Marina Eraković hanno battuto in finale  Ayumi Morita /  Aiko Nakamura con il punteggio di 4–6, 7–5, 10–6